# البدري فرغلي
البدري فرغلي (1947 - 15 فبراير 2021) هو نائب بمجلس الشعب المصري عن حزب التجمع الوطني التقدمي الوحدوي على مقعد العمال بمحافظة بورسعيد. وهو أيضًا رئيس النقابة العامة لأصحاب المعاشات. كان يلقبه البعض «نائب الغلابة» و«زعيم المعارضة الشعبية».

## حياته
وُلد البدري فرغلي في محافظة بورسعيد بمصر عام 1947. وُلد في عائلةٍ فقيرةٍ وله 6 أخوات، لم يستكمل تعليمه حيث اكتفى بالشهادة الابتدائية، لذلك خرج مبكرًا إلى سوق العمل ليساعد والده في تحصيل دخلٍ يساعده، فعمل في قسم الشحن والتفريغ بميناء بورسعيد، وظل عاملًا لحوالي 25 عامًا.
التحق بمنظمة الشباب الاشتراكي، واعتقل وهو لم يتجاوز السادسة عشر عامًا بتهمة الإضراب، واعتقل مراتٍ عديدة أيضًا. التحق بصفوف المقاومة الشعبية بعد حرب 1967، وقاد إحدى كتائبها، وفي عام 1976 شارك في تأسيس حزب التجمع الوطني التقدمي الوحدوي، وانتخب رئيسًا نقابيًا لشركة القناة للشحن والتفريغ، ثم عضوًا بمجلس محلي محافظة بورسعيد.
أصبح في عام 1990 نائبًا في مجلس الشعب المصري وبقي لمدة 4 دورات متتالية، وبعد تركه مجلس النواب تولى منصب رئيس النقابة العامة لأصحاب المعاشات.

## وفاته
تُوفي في محافظة بورسعيد بتاريخ 15 فبراير 2021 ميلاديًا، الموافق 4 رجب 1442 هجريًا عن عمرٍ ناهز 73 عامًا؛ وذلك إثر أزمةٍ صحيةٍ ألمت به.